# Cyrtomaia danieli
Cyrtomaia danieli is een krabbensoort uit de familie van de Inachidae. De wetenschappelijke naam van de soort is voor het eerst geldig gepubliceerd in 1990 door Zarenkov.